# Morton (Texas)
Pour les articles homonymes, voir Morton.
La ville américaine de Morton est le siège de comté de Cochran, dans l’État du Texas. Elle comptait 2 006 habitants lors du recensement de 2010.

## Source
- (en) Cet article est partiellement ou en totalité issu de l’article de Wikipédia en anglais intitulé « Morton, Texas » (voir la liste des auteurs).